# Nicole Beharie
 (janvier 2025).
Nicole Beharie, née le 3 janvier 1985, est une actrice américaine.
Elle fait des débuts remarqués, au cinéma, dans le film dramatique American Violet (2008) et confirme cette percée avec les longs métrages My Last Day Without You (2011), Shame (2011) et 42 (2013), puis, en tenant l'un des premiers rôles de la série fantastique Sleepy Hollow (2013-2016) qui l'a fait connaître du grand public.

## Biographie

### Jeunesse et formation
Nikkie Beharie est née en Floride. Sa mère vient des Caraïbes et son père est d'origine nigériane. 
Elle a étudié à l'Orangeburg Wilkinson High School en Californie du Sud, et a obtenu son diplôme à la South Carolina Governor's School for the Arts & Humanities en 2003. Elle a ensuite intégré, grâce à une bourse d'études, la prestigieuse Juilliard School, pour continuer ses études dans l'art et l'interprétation scénique. Son interprétation d'une pièce de Shakespeare lui a permis d'aller se perfectionner en Angleterre.

### Carrière

#### Débuts remarqués

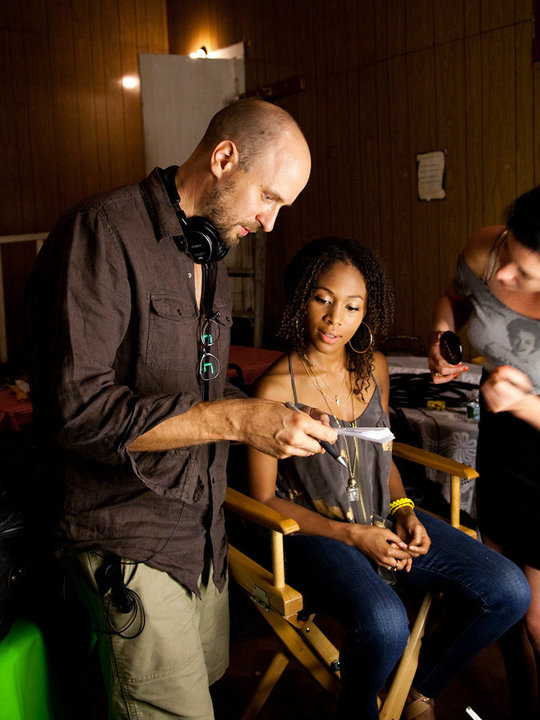
Nicole Beharie sur le tournage de My Last Day Without You, en 2010.

Elle a commencé sa carrière cinématographique en 2008 avec le film dramatique indépendant American Violet, dans lequel elle joue le rôle principal aux côtés d'Alfre Woodard, Tim Blake Nelson et Will Patton. Des débuts remarqués puisque la profession salue son interprétation. La même année, elle joue un second rôle dans le drame The Express avec l'acteur Rob Brown.
Entre 2010 et 2011, elle joue dans la pièce dramatique de Broadway, A Free Man of Color du dramaturge John Guare. Avant cela, elle est l'une des têtes d'affiche du téléfilm dramatique Il suffit d'un premier pas avec la chanteuse Jill Scott. 
En 2011, elle interprète une compositrice et interprète, accompagnée par l'acteur allemand Ken Duken, dans la comédie romantique My Last Day Without You. La même année, elle joue le rôle de Marianne dans le film de  Steve McQueen, Shame, aux côtés de Michael Fassbender et Carey Mulligan.
Entre-temps, elle joue dans deux épisodes de l'acclamée série The Good Wife. Il s'ensuit le premier rôle du thriller à petit budget Apartment 4E et une intervention dans un épisode de New York, unité spéciale. Elle seconde aussi Lance Gross dans le drame sportif The Last Fall et participe au drame, Woman Thoul Art Loosed: On the 7th Day aux côtés de Blair Underwood et Sharon Leal, un échec critique. 

#### Sleepy Hollowet révélation

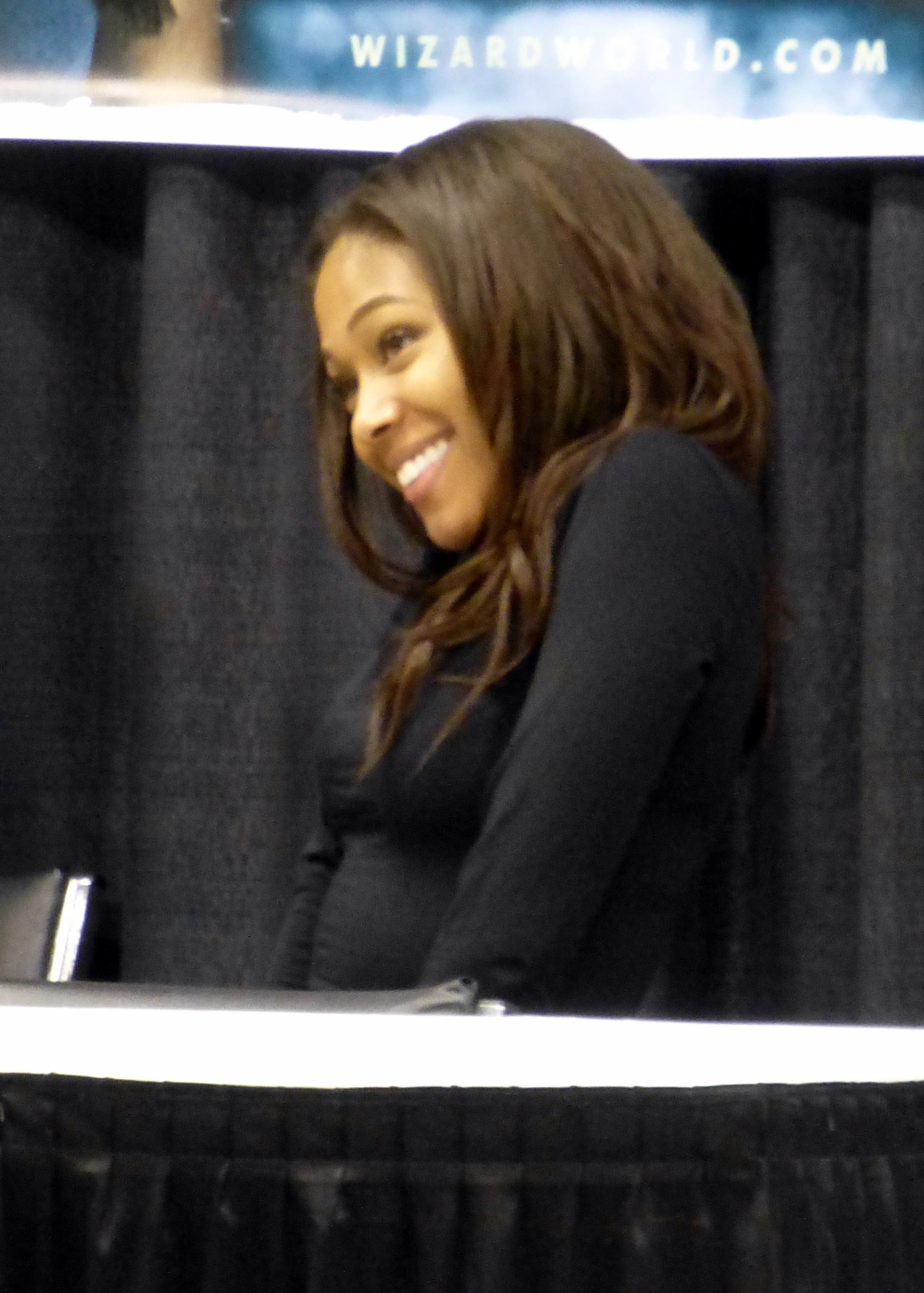
Au Wizard World de Chicago, en 2014, pour la promotion de Sleepy Hollow.

En 2013, elle décroche le rôle principal d'Abbie Mills dans la série télévisée américaine fantastique Sleepy Hollow, créée par la Fox. Cette version moderne de La Légende de Sleepy Hollow, permet à l'actrice de se faire connaître du grand public. Son interprétation y est d’ailleurs saluée et lui vaut quelques citations lors de cérémonies de remises de prix. 
La même année, elle joue dans le film biographique 42, qui retrace l'intégration, dans la ligue majeure de baseball des États-Unis, de la légende du baseball Jackie Robinson. Cette production est plébiscitée par la critique, et lui permet de donner la réplique à des acteurs tels que Chadwick Boseman, Harrison Ford et Christopher Meloni.
En 2015, dans le cadre d'un crossover spécial Halloween, Nicole Beharie reprend son rôle d'Abbie pour un épisode de la série policière Bones.
L'année d'après, elle fait part aux scénaristes de son envie de quitter Sleepy Hollow. Dans un premier temps hésitante, l'actrice étant au cœur de la série, la production respecte finalement la décision de Beharie et se sépare de son personnage à l'issue de la troisième saison. La série sera finalement renouvelée pour une quatrième mais dernière saison, victime d'une forte érosion des audiences. 

#### Cinéma indépendant et télévision
Libérée de cet engagement, elle s'éloigne un temps des plateaux de télévision au profit du cinéma : En 2018, sort le film dramatique salué par la critique, Monsters and Men dans lequel elle occupe l'un des premiers rôles. 
L'année suivante, elle participe au remake du film L'Échelle de Jacob (1990), aux côtés de Jesse Williams et Michael Ealy et elle joue dans le premier épisode de la saison 5 de la série Black Mirror,. La même année, elle figure sur la liste des actrices envisagées afin d'incarner la mutante Tornade, personnage emblématique des X-Men, pour l'univers cinématographique Marvel à partir de Black Panther 2,. Mais la mort de l'acteur principal Chadwick Boseman modifie le projet et Tornade n'y apparaît plus. Alexandra Shipp conserve alors le personnage pour X-Men: Dark Phoenix (2019).
En 2020, son interprétation d'une mère isolée impressionne au Festival du film de Sundance dans l'indépendant Miss Juneteenth. La même année, elle joue dans la mini-série produite et portée par Kerry Washington et Reese Witherspoon, Little Fires Everywhere.

### Vie privée
De 2010 à 2012, elle a vécu avec l'acteur Michael Fassbender, son partenaire dans le film Shame.

## Filmographie

### Cinéma

#### Court métrage
- 2012 : The Mirror Between Us de Kahlil Joseph : Zora

#### Longs métrages
- 2008 : American Violet de Tim Disney : Dee Roberts
- 2008 : The Express de Gary Fleder : Sarah Ward
- 2011 : My Last Day Without You de Stefan Schaefer : Leticia Johnson
- 2011 : Shame de Steve McQueen : Marianne
- 2012 : Apartment 4E de Russell Leigh Sharman : Piper
- 2012 : The Last Fall de Matthew A. Cherry : Faith Davis
- 2012 : Woman Thou Art Loosed: On the 7th Day de Neema Barnette : Beth Hutchins
- 2013 : 42  de Brian Helgeland : Rachel Robinson
- 2018 : Monsters and Men de Reinaldo Marcus Green : Michelle
- 2019 : Jacob's Ladder de David M. Rosenthal : Samantha
- 2020 : Miss Juneteenth de Channing Godfrey Peoples : Turquoise
- 2025 : Love, Brooklyn de Rachael Abigail Holder : Casey

### Télévision

#### Téléfilm
- 2010 : Il suffit d'un premier pas (Sins of the Mother) de Paul A. Kaufman : Shay

#### Séries télévisées
- 2011 : The Good Wife : Imani Stonehouse (saison 3, 2 épisodes)
- 2012 : New York, unité spéciale : Tracy Harrison (saison 13, épisode 16)
- 2013-2016 : Sleepy Hollow : Abbie Mills (rôle principal - saisons 1 à 3, 49 épisodes)
- 2015 : Bones : Abbie Mills (saison 11, épisode 5)
- 2019 : Black Mirror : Theo (saison 5, épisode 1)
- 2020 : Little Fires Everywhere : Madeline Ryan (mini-série, 2 épisodes)

## Théâtre
- 2010-2011 : A Free Man of Color  : Margery Jolicoeur[26]

## Distinctions
Sauf indication contraire ou complémentaire, les informations mentionnées dans cette section proviennent de la base de données IMDb.

### Récompenses
- African-American Film Critics 2009 : meilleure actrice pour American Violet
- Gotham Independent Film Awards 2021 : meilleure actrice pour Miss Juneteenth[27]

### Nominations
- Women's Film Critics Circle 2009 : meilleure actrice pour American Violet
- Black Reel Awards 2010 : 
  - meilleure actrice pour American Violet
  - meilleure révélation pour American Violet
- Black Reel Awards 2012 : meilleure chanson pour My Last Day Without You, nomination partagée avec Scott Jacoby, Stefan C. Shaefer et Chris Silber
- Acapulco Black Film Festival 2014 : Meilleure actrice dans un second rôle pour 42
- 16e cérémonie des Teen Choice Awards 2014 : révélation féminine dans une série télévisée pour Sleepy Hollow
- TV Guide Awards 2014 :
  - Meilleure actrice de série télé pour Sleepy Hollow
  - Meilleur duo à l'écran pour Sleepy Hollow, nomination partagée avec Tom Mison
- NAACP Image Awards 2014 : 
  - Meilleure actrice dans un film pour 42
  - Meilleure actrice dans une série télévisée dramatique pour Sleepy Hollow
  - Interprète de l'année
- Fangoria Chainsaw Awards 2015 : Meilleure actrice de série télé pour Sleepy Hollow
- NAACP Image Awards 2015 : Meilleure actrice dans une série télévisée dramatique pour Sleepy Hollow
- NAACP Image Awards 2016 : Meilleure actrice dans une série télévisée dramatique pour Sleepy Hollow